# Буркард фон Хорбург
Буркард I фон Хорбург (на немски: Burkard I von Horburg; † 25 май 1315) е господар на Хорбург в Долна Саксония.

## Произход
Той е син на Валтер фон Хорбург († 25 юли 1258, убит) и съпругата му фон Геролдсек, дъщеря на Буркард IV фон Геролдсек († сл. 1238) и фон Вилдграф-Кирбург, дъщерята на вилдграф Герхард I фон Кирбург († сл. 1198). Внук е на граф Куно фон Хорбург († сл. 1187).

## Фамилия
Буркард фон Хорбург се жени пр. 27 декември 1294 г. за Аделхайд фон Фрайбург († 17 януари 1300), вдовица на граф Готфрид I фон Хабсбург-Лауфенбург († 1271), дъщеря на граф Конрад I фон Урах-Фрайбург († 1271/1272) и графиня София фон Хоенцолерн († 1252/ок. 1270), дъщеря на Фридрих II фон Хоенцолерн († ок. 1255), бургграф на Нюрмберг и Елизабет фон Хабсбург. Те имат децата:
- Буркард II фон Хорбург († сл. 13 февруари 1332), женен пр. 26 юли 1315 г. за Луция фон Раполтщайн († 26 април 1334), дъщеря на Анселм II фон Раполтщайн († 1311) и графиня и ландграфиня Елизабет фон Верд от Елзас († 1298).
- Валтер фон Хорбург († 21 април 1328/14 октомври 1329), женен пр. 1321 г. за Аделхайд фон Щрасберг, дъщеря на граф Берхтолд II фон Щтрасберг-Алтрой († 1285) и Аделхайд фон Оксенщайн († 1314)
- Зимунт фон Хорбург († сл. 1324), фрайхер, архидякон в Щрасбург
- деца
- Валбурга фон Хорбург († сл. 25 септември 1362), омъжена пр. 31 май 1319 г. за Хайнрих I фон Финстинген († сл. 1 декември 1335), син на Йохан I фон Финстинген († 1303)
- София фон Хорбург († сл. 20 юни 1316), омъжена пр. 11 февруари 1306 г. за Хуго фон Юзенбург-Кенцинген-Кюрнберг († 1343), син на Рудолф III фон Юзенберг-Кенцинген († 1304) и Аделхайд/Хелика фон Лихтенберг († сл. 1293)/ или на Рудолф IV фон Юзенберг-Кенцинген 'Млади' († 1304) и  Аделхайд († сл. 1293)